# 대인관계 정신분석학
대인관계 정신분석학은 미국의 정신과의 해리 스택 설리반의 이론을 기반으로 한다. 설리반은 타인과 환자의 대인관계 상호작용의 세부사항은 원인과 정신 질환의 치료에 대한 통찰력을 제공할 수 있다고 믿었다.
현재 실무자는 임상 경험의 상세한 설명, 대인 관계 과정의 상호 관계, 그리고 분석가의 무지 등의 기능을 강조한다.

## 같이 보기
- 방 속 코끼리
- 대인관계 심리요법
- 상호주관 정신분석학
- 가족 요법
- 관계 정신분석학
- 관계 상담
- 교류 분석

## 참고 도서
- Curtis, R. C. & Hirsch, I. (2003). Relational Approaches to Psychoanalytic Psychotherapy.  In Gurman, A. G. & Messer, S. B. Essential Psychotherapies.  NY: Guilford.

- Curtis, R. C. (2008). Desire, Self, Mind & the Psychotherapies.  Unifying Psychological Science and Psychoanalysis.  Lanham, MD & New York: Jason Aronson.

- D. B. Stern/C. H. Mann eds., Pioneers of Interpersonal Psychoanalysis (1995)